# Beleš (Dimitrovgrad)
Beleš (cirill betűkkel Белеш) egy falu Szerbiában, a Piroti körzetben, a Dimitrovgradi községben.

## Népesség
- 1948-ban 380 lakosa volt.
- 1953-ban 374 lakosa volt.
- 1961-ben 301 lakosa volt.
- 1971-ben 468 lakosa volt.
- 1981-ben 664 lakosa volt.
- 1991-ben 784 lakosa volt
- 2002-ben 830 lakosa volt, akik közül 305 bolgár (36,74%), 225 szerb (27,1%), 7 jugoszláv, 1 macedón, 1 orosz, 95 ismeretlen, a többi egyéb nemzetiségű és nem nyilatkozott.